# Den tyranniske fästmannen
Pour plus de détails, voir Fiche technique et Distribution.
Den tyranniske fästmannen (littéralement « le mari tyrannique ») est un film muet dramatique suédois sorti en 1912 et réalisé par Mauritz Stiller.

## Synopsis
Elias Petterson, pasteur vicaire luthérien à la campagne, et Naemi sont fiancés, mais il la traite mal, pourtant Naemi voit en lui l'homme idéal. Un jour, Lilli, fiancée d'Anders et qui prend la défense de la cause féminine, vient rendre visite à Naemi et se rend compte qu'Elias la tyrannise. Lilli choque car elle fume des cigarettes et prône l'égalité des hommes et des femmes. Les deux jeunes femmes accompagnent Elias qui doit faire une conférence devant le club des femmes de la ville ; mais son discours réactionnaire est rejeté par l'assistance. Naemi réalise enfin qui il est vraiment et décide de rompre ses fiançailles. Elias demeure seul, comme un « héros abattu », ainsi qu'il est mentionné à la fin du film.

## Fiche technique
- Direction : Mauritz Stiller
- Scénario : Mauritz Stiller d'après la pièce de théâtre Bakom Kuopio de Gustaf von Numers
- Production : AB Svenska Biografteatern
- Photographie : Julius Jaenzon
- Pays : Suède
- Film muet
- Durée : 64 minutes
- Dates de sortie : 
  -  Suède : 30 décembre 1912

## Distribution
- Mauritz Stiller : Elias Pettersson, jeune pasteur, vicaire du pasteur doyen
- Ester Julin : Naemi, sa fiancée, fille du pasteur doyen
- Mabel Norrie : Lilli, petite amie d'Anders, le fils du doyen
- Jenny Tschernichin-Larsson : la femme du doyen
- Stina Berg : la femme de chambre
- Agda Helin : une féministe

## Autour du film
Le film a été projeté pour la première fois le 30 décembre 1912 aux cinémas Röda Kvarn et Fenix de Stockholm. La pièce de théâtre  Bakom Kuopio dont le film s'est inspiré est de l'auteur suédophone finlandais Gustaf von Numers et date de 1890. Elle a été créée pour la première fois en Suède, le 29 mars 1911, au Lilla Teatern de Stockholm.
Le tournage est réalisé par Julius Jaenzon au studio du théâtre suédois Biograft et dans ses environs, à Lidingö. Stiller avait dirigé la mise en scène au théâtre et jouait le rôle du pasteur vicaire ; même Ester Julin avait joué le même rôle dans la pièce que dans le film.